# Ком'ятиці
Ком'ятиці (словац. Komjatice) — село, громада округу Нове Замки, Нітранський край. Кадастрова площа громади — 30.76 км².
Населення 4292 особи (станом на 31 грудня 2019 року).

## Історія
Ком'ятиці згадується 1256 року.

## Населення
| Рік:            | 1994. | 2004.   | 2014.   | 2024.   |
| --------------- | ----- | ------- | ------- | ------- |
| Кількість осіб: | 4048  | 4260    | 4304    | 4210    |
| Різниця:        |       | +5,23 % | +1,03 % | -2,18 % |

| Рік:            | 2023. | 2024.   |
| --------------- | ----- | ------- |
| Кількість осіб: | 4197  | 4210    |
| Різниця:        |       | +0,30 % |